# Thomas Hearns
Pour l’article ayant un titre homophone, voir Hearn.
Thomas Hearns est un boxeur américain né le 18 octobre 1958 à Memphis.
Six fois champion du monde dans 5 catégories différentes, des welters aux mi-lourds, Hearns a livré des combats mémorables contre Pipino Cuevas, Sugar Ray Leonard (combat de l'année 1981), Wilfred Benitez, Roberto Durán, Marvin Hagler (combat de l'année 1985), Iran Barkley et Virgil Hill.
Il est également connu pour sa droite dévastatrice et la position basse de son bras gauche, une position qu'il utilisait aussi bien pour leurrer ses adversaires lors d'un échange que pour maximiser la vitesse et l'angle de ses jabs : cette technique est nommée flicker jab.

## Carrière amateur
Hearns a un palmarès impressionnant de 155 victoires pour seulement 8 défaites ponctué en 1977 par le titre de champion des États-Unis et une victoire aux Golden Gloves en super-légers après avoir battu aux points Bobby Joe Young.

## Carrière professionnelle
Entraîné par Emanuel Steward, il livre son premier combat professionnel le 25 novembre 1977 à Détroit dans la catégorie welters.
En l'espace de 15 mois, Hearns monte 17 fois sur le ring pour autant de victoires avant la limite.
Il dispute et gagne à 22 ans son premier titre de champion du monde le 2 août 1980 en détrônant par KO à la 2e reprise Pipino Cuevas. Mais après avoir défendu victorieusement cette ceinture WBA des welters face à Luis Primera, Randy Shields et Pablo Baez, il subit un premier revers le 16 septembre 1981 en étant arrêté dans la 14e reprise par Sugar Ray Leonard.
Thomas remporte l'année suivante à La Nouvelle-Orléans le titre de champion du monde WBC des super-welters à l'issue des 15 rounds qui l'opposèrent à Wilfred Benitez. Il conserve sa ceinture en battant Luigi Minchillo, Roberto Durán (KO retentissant dans le 2e round le 15 juin 1984 au Caesars Palace de Las Vegas), Fred Hutchings et Mark Medal.
Son règne de 1982 à 1986 chez les super-welters est marqué par plusieurs incursions dans la division supérieure des poids moyens. Le combat le plus célèbre est celui qui l'opposa à son ennemi intime Marvin Hagler qui vit la victoire du Marvelous Marvin après 3 rounds d'anthologie le 15 avril 1985. Il bat en revanche Murray Sutherland aux points en 1983, James Shuler par KO en 1986 et Doug DeWitt aux points la même année. 
Toujours en quête de titre mondial, Hearns remporte le 7 mars 1987 la ceinture des mi-lourds WBC par arrêt de l'arbitre dans la 10e reprise face à Dennis Andries, puis la même année le titre vacant des poids moyens WBC aux dépens du redoutable Juan Roldan (KO dans le 4e round). Sa défaite surprise en juin 1988 face à Iran Barkley dès sa 1re défense sera effacée quelques mois plus tard par le gain de la ceinture WBO des super-moyens en battant aux points James Kinchen. Il conserve cette ceinture lors de la revanche contre Sugar Ray Leonard malgré un match nul (après avoir pourtant envoyé Leonard au tapis dans le 3e et le 11e round) et contre Michael Olajide. Le 6 juin 1991, il bat à Las Vegas Virgil Hill et décroche à cette occasion sa 6e ceinture mondiale (titre WBA des mi-lourds qu'il perd une nouvelle fois face à Barkley en 1992).
Thomas Hearns livre plusieurs autres combats dans les années 1990, devenant champion nord-américain des lourds-légers en 1994 puis champion WBU (1995) et IBO (1999) toujours en lourds-légers (deux fédérations internationales néanmoins de second plan).
Le Hitman met une 1re fois un terme à sa carrière le 8 avril 2000 à 42 ans après une défaite face au boxeur jamaïcain Uriah Grant pour le titre de champion IBO mais combattra à deux reprises en 2005 et 2006.

## Distinctions
- Thomas Hearns est élu boxeur de l'année en 1980 et 1984 par Ring Magazine.
- Leonard - Hearns I est élu combat de l’année en 1981.
- Hagler - Hearns est élu combat de l’année en 1985.

## Anecdotes
- La mère de Thomas, Lois Hearns, organise au sein de la société Hearns Entertainment des réunions de boxe professionnelle. Elle a notamment mis sur pied un combat opposant Mike Tyson à Andrew Golota en 2000.
- Son fils, Ronald Hearns, est un boxeur qui a la particularité d'avoir combattu à l'affiche d'un des derniers combats de son père.